# 잣죽
잣죽은 한국의 죽 요리 중 고급 요리다. 고소하고 풍부하면서도 부드러운 맛이 특징이며, 영양가가 높고 소화가 잘 되는 음식이다. 잣은 값이 비싸고 구하기 힘든 열매여서 잣죽은 환자나 노인을 위한 보양식이나 손님 아침접대 등으로 제공한다.

## 같이 보기
- 잣국수
- 팥죽
- 조선왕조 궁중음식